# Семененко, Афанасий Андреевич
Афанасий Андреевич Семененко, другой вариант фамилии — Симиненков (1907 года, Кресты, Сальский округ, Область Войска Донского, Российская империя — 1978 года, Элиста, Калмыцкая АССР, РСФСР, СССР) — чабан, Герой Социалистического Труда (1949).

## Биография
Родился в 1907 году в селе Кресты Сальского округа, Область Войска Донского (сегодня — Ремонтненский район Ростовской области). В 30-е годы вступил в колхоз «Западный» Целинного района Калмыцкой автономной области. Проработал в этом колхозе более 15 лет. Выращивал каракульских овец. Был назначен старшим чабаном.
В 1948 году бригада чабанов, которой руководил Афанасий Семененко, получила по 122 ягнят от каждой сотни овцематок. Во время суровой зимы 1948—1949 годов с минимальными потерями сохранил поголовье каракульских овец. За трудовой героизм и достигнутые успехи в развитии животноводства был удостоен в 1949 году звания Героя Социалистического Труда.

## Память
- В Элисте на Аллее Героев установлен барельеф Афанасия Семененко.

## Награды
- Герой Социалистического Труда — указом Президиума Верховного Совета СССР от 1 декабря 1949 года;
- Орден Ленина (1949).

## Источник
- Афанасий Андреевич Семененко. Сайт «Герои страны».
- Семененко Афанасий Андреевич: букл.// Наши земляки — Герои Социалистического Труда: компл. букл. / сост.: Г. Д. Андраева, З. Б. Очирова; ред. Е. Н. Бошева; худож. В. Я. Михин. — Элиста, 1987.